# 公証人役場事務長逮捕監禁致死事件

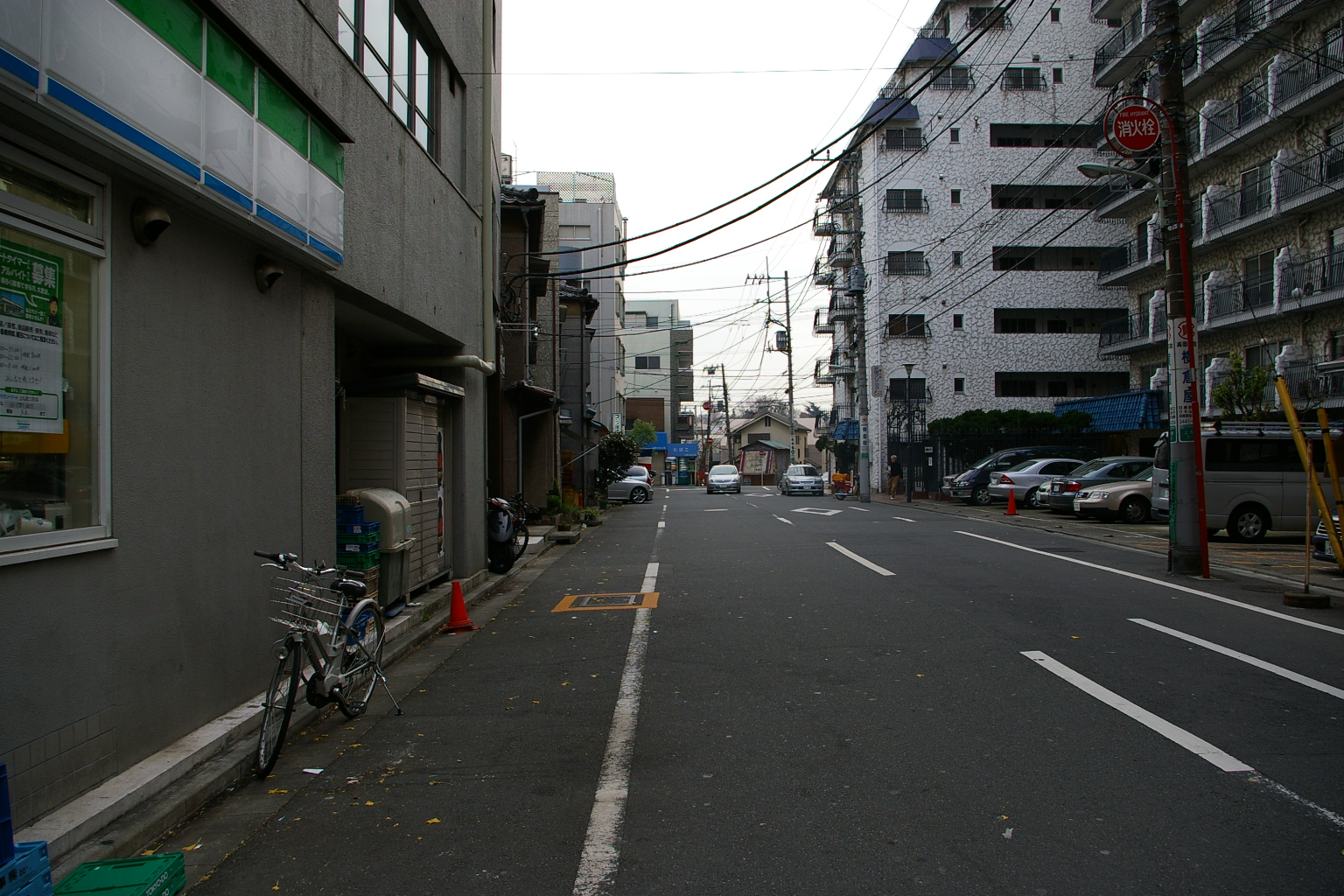
被害者が拉致された品川区上大崎の現場。

公証人役場事務長逮捕監禁致死事件（こうしょうにんやくばじむちょうたいほかんきんちしじけん）とは、オウム真理教が1995年（平成7年）当時、東京都品川区にある目黒公証役場事務長だった男性を逮捕・監禁して死亡させ、死体遺棄した事件。一連のオウム真理教事件のひとつ。

## 背景
被害者となった事務長の妹・Xは、1993年（平成5年）10月頃にオウム真理教に入信し、これまでに数千万円を教団に布施していた。ところが教団は、Xの所有物となっている目黒公証役場の土地・建物（当時の時価で2億7千万円）を含めた全財産も布施して出家するように強要したため、Xは教団から逃げ出し、事務長である被害者に匿われることになった。東信徒庁長官の飯田エリ子がこの件を麻原に報告。麻原はXの行方を聞き出すため、事務長を拉致することとした。

## 事件
1995年（平成7年）2月28日午前11時、実行役の井上嘉浩、中川智正、中村昇、高橋克也、平田悟、平田信、松本剛、井田喜広は公証役場付近に到着。村井秀夫の開発した目潰しレーザー銃「輪宝」を平田信が通行人に試射したが、効果が無かったため麻酔で拉致する作戦に変更した。
同日午後4時半ごろ、東京都品川区上大崎の路上で、目黒公証役場から出てきた事務長を中村が転倒させ、高橋、井田、平田悟が押さえ込み、松本が運転するレンタカーのワゴン車に連れ込んで山梨県西八代郡上九一色村（現：南都留郡富士河口湖町）の第2サティアンに拉致した。ワゴン車は偽造免許証で借りたレンタカーであった。
医師の中川智正、林郁夫は麻酔薬のチオペンタールを投与する「ナルコ」という方法で、Xの居所を自白させようとしたが、果たせなかった。
3月1日、麻原は拉致実行犯の井田に事務長を絞殺させることとし、連絡役の村井が「やっぱりポア。（事務長を）ポアさせることによって井田に徳を積ませる」と伝言、井田を東京からサティアンに呼び戻すことになった。
だが、井田が戻ってくる前の3月1日午前11時頃に、事務長はチオペンタールナトリウムの過剰投与により死亡した。午後になって井田が到着し、既に死亡したことを知らせずに事務長の首を絞めさせた。
遺体は中川らがマイクロウェーブを応用した焼却炉で焼却し、骨や灰は木片で叩いて粉砕した上硝酸で溶かし、本栖湖に流して死体を遺棄、証拠を隠滅した。
さらに、間接的に関与した飯田配下の信者数名に対し、電気ショックによる記憶消し（ニューナルコ）を実施、事件の発覚を防ごうとした。

## その後
麻原は被害者死亡の報を聞き、「被害者は前世で俺の弟子だった。前世でポアしてくれと請願されて、約束を果たした。」と嘯いたという。
3月4日にこの事件が明るみに出たが、オウム真理教は、対外的には本事件について「国家権力によるでっち上げで、宗教弾圧にほかならない」と主張し、最初に報道した朝日新聞社を名誉毀損で訴えたが、他のマスコミも朝日に追随し、大々的に報道した。3月18日には事務長の名を冠した団体の主催による1万人集会が開かれている。
警視庁はこれまで、オウム真理教が管内で様々な犯罪を行っており、同年1月4日にも東京都港区でVX襲撃事件が発生していたにも関わらず動かなかったが、拉致される瞬間を複数の民間人が目撃していたことを受けて捜査を開始し、拉致に使用したレンタカーの書類から松本剛の指紋を採取、さらにレンタカーから彼の指紋と被害者の指紋と血痕が確認されたことにより、教団が凶悪事件に関与していたことを確定的に認識するきっかけの事件となった。警視庁は拉致監禁の容疑で、教団本部を3月22日に強制捜査すると決定したが、それを察知したオウム真理教は、警察よりも早く動くことを決め、3月20日に地下鉄サリン事件を引き起こすこととなった。
事務長の弟は「兄がオウム摘発のために見殺しにされた」と考えており、「事務長が犠牲になることで日本を救った」などと美談にされることには不快感を表明している。
『週刊文春』1995年5月4日・11日合併号「オウムよ、兄を返せ」で、事務長の妹Xは、オウム真理教に布施をしたりしたのは、拒否すると何をされるかわからない恐怖心があったためで、断れなかったとし、「オウム真理教を信じていたことは一度もない」、「どこかできっと元気でいてくれると信じたい、そう信じなければ私は生きていけない、兄が帰ってくるまで、私は闘います」と述べた。

### 井上嘉浩の新証言
目黒公証役場事務長の死亡については、誘拐罪と殺人罪ではなく、逮捕監禁致死罪と死体損壊罪で立件されているが、事件の中心人物の1人である井上嘉浩が、2011年夏に事務長の長男に関係者を介して手紙を出し、これまで事務長の死因を麻酔薬の副作用と述べていたが、それは事実ではなく、医師（当時）の共犯者が故意に殺害した可能性がある、との内容を告げた。しかし、捜査機関は特に対応しなかった。その後、2012年に逃走中の平田信、高橋克也が逮捕されたため、本件に対する捜査が再開された。
井上の新主張は、「1995年3月1日午前11時頃に中川が井田を呼ぶために電話に向かい、目を離した間に死亡したとされているが、事務長が死亡した当日は大雪であり、井田が上九に到着した時刻から考えると、それは不可能で、中川の証言に虚偽がある」という主張である。しかし、当の中川智正ら医師や他の共犯者は軒並み井上の新主張を否定。彼が事件発生から16年以上経って自らの過去の証言や供述を覆したこともあり、捜査機関の認定は、麻酔薬の副作用による死亡ということで変わらなかった。新たに逮捕された共犯者の裁判員裁判の判決でも、同様の認定となった。
井上がこれらの主張を行った理由については、事務長の長男が「これまでの説明とあまりにも違い、すべてを信じることはできない。再審のための証言ではないかと受け止めた」と語っているとおり、医師の共犯者が井上と無関係に被害者を殺害したのであれば、被害者に対する彼の責任は軽くなるため、再審請求が目的だったのではないかと指摘する報道も存在する。
オウム真理教犯罪被害者等を救済するための給付金の支給に関する法律における給付金支給対象事件に指定されている。